# Poliacqua
La poliacqua (o acqua polimerica) è una forma ipotetica di acqua, descritta come un polimero stabile, che è stata oggetto di ricerche e controversie scientifiche tra gli anni '60 e '70 del XX secolo, la cui esistenza fu proposta dal fisico sovietico Nikolaj Fedjakin nel 1962, ma che si rivelò poi essere il risultato di contaminazioni sperimentali. È considerata un classico esempio di scienza patologica.

## Storia della scoperta
Nel 1962, il ricercatore russo Nikolaj Fedjakin, mentre stava facendo alcuni esperimenti sulle proprietà dell’acqua, scoprì che facendo evaporare dell’acqua in una camera a vuoto e poi ricondensandola all'interno di capillari di vetro, l’acqua aveva un comportamento peculiare. In particolare osservò che l'acqua condensata in capillari di vetro formava due strati liquidi, con quello superiore più denso, viscoso e con punti di ebollizione e congelamento significativamente alterati (fino a 300°C e -40°C rispettivamente).  E, poiché all'interno del capillare poteva esserci solamente acqua, Fedjakin suppose che il secondo liquido fosse acqua con una struttura sconosciuta.  Il chimico Boris Deryagin dell’Istituto di Chimica-Fisica di Mosca riprese gli esperimenti, utilizzando capillari di quarzo per ridurre le impurità, e pubblicò i risultati su riviste sovietiche, definendo la sostanza "acqua anomala".
Nel contesto della Guerra Fredda, la scoperta attirò l’attenzione internazionale. Deryagin presentò i dati a Nottingham nel 1966, suscitando interesse tra scienziati occidentali come John Bernal, che la definì "la scoperta del secolo".
Negli Stati Uniti, Ellis Lippincott e Robert Stromberg analizzarono la sostanza mediante spettroscopia, ipotizzando una struttura polimerica basata su esagoni molecolari, e coniarono il termine polywater.

## Proprietà attribuite e timori
La poliacqua fu descritta come un gel denso (1,2 g/cm³), con viscosità 15 volte superiore all'acqua normale, stabile a temperature estreme. Si teorizzò che potesse sostituire i tradizionali antigeli o lubrificanti, ma emersero anche paure apocalittiche: alcuni scienziati temevano che, essendo termodinamicamente più stabile, avrebbe potuto convertire tutta l’acqua terrestre, disidratando il pianeta.  Questi timori furono alimentati dal romanzo Ghiaccio-nove di Kurt Vonnegut (1963), in cui un ghiaccio instabile provoca una catastrofe globale.

## Il dibattito scientifico e la smentita
Tra il 1962 e il 1973, oltre 500 articoli furono pubblicati sull'argomento su riviste come Nature e Science. Molti esperimenti fallirono nel replicare i risultati di Fedjakin, sollevando dubbi sulla scoperta. Nel 1970, il fisico Denis Rousseau analizzò la poliacqua e scoprì che il suo spettro infrarosso coincideva con quello del suo sudore, rivelando la presenza di contaminanti organici e salini (es. sodio, silicio). Ulteriori studi inoltre confermarono che le proprietà "anomale" derivavano da impurità introdotte durante la condensazione.  Nel 1973, lo stesso Deryagin ammise su Nature che la poliacqua non esisteva, attribuendo i risultati a errori sperimentali. Richard Feynman criticò l’ipotesi polimerica osservando che, se fosse stata vera, sarebbe esistito un organismo in grado di metabolizzarla, sfruttando l’energia rilasciata.

## Influenza culturale
La poliacqua divenne un fenomeno mediatico, citato in romanzi, film e persino in episodi di Star Trek.
Nell'episodio “The Naked Time” di Star Trek (1966) e il suo seguito, “The Naked Now” (Star Trek: The Next Generation, 1987) riguardano forme di intossicazione da poliacqua. Nell'episodio originale, un avamposto di ricerca scientifica cade vittima della poliacqua, che causa all'equipaggio un'incapacità tale da farli morire tutti dopo aver spento i controlli ambientali del complesso. Nel sequel, una nave della Flotta Stellare viene ritrovata alla deriva, con l'equipaggio congelato in vari stati a causa dell'intossicazione da polywater. L'episodio Star Trek: Lower Decks “I, Excretus” presenta brevemente una versione simulata della USS Cerritos afflitta da intossicazione da poliacqua, che porta a un'orgia su tutta la nave, come parte di un'esercitazione sul ponte ologrammi. Beckett Mariner tenta la simulazione, ma non riesce a digerire lo scenario e sceglie di espellersi da una camera di compensazione.
Il racconto “Polywater Doodle” di Howard L. Myers è apparso nel numero di febbraio 1971 di Analog Science Fiction and Fact. Presenta un animale composto interamente di poliacqua, con il metabolismo descritto da Richard Feynman. (Il titolo della storia è un gioco di parole con “Polly Wolly Doodle”).
La poliacqua è l'idea centrale del romanzo di spionaggio/thriller del 1972 A Report from Group 17 di Robert C. O'Brien. La storia ruota attorno all'uso di un tipo di poliacqua per rendere le persone controllabili e incapaci di pensare o agire in modo indipendente.